# Changhe Z-8
Changhe Z-8 — китайский многоцелевой вертолёт.
Является лицензионной копией французского вертолёта Sud-Aviation SA.321 Super-Frelon. Производится в транспортном, противолодочном и спасательном вариантах.

## Модификации
- Z-8 — базовая противолодочная модификация[1]
- Z-8A — военно-транспортная модификация; вмещает 39 солдат или 27 десантников или 15 носилок с раненными
- Z-8B
- Z-8C — палубный транспортный вертолёт
- Z-8F — транспортный вертолёт, оснащенный тремя двигателями Pratt & Whitney Canada PT6A-67B мощностью 1940 л.с. каждый; первый полёт совершил в августе 2004 года
- Z-8K/KA — поисково-спасательный вертолёт, оснащенный двигателями Pratt & Whitney Canada PT6A-67B; принят на вооружение в 2007 году
- Z-8JA/JH — корабельный многоцелевой вертолёт
- Z-8L — широкофюзеляжный транспортный вертолёт

- Z-8KA (ВДВ)
- Z-8C (КМП)[2]
- Z-8L (СВ)

## Тактико-технические характеристики
Приведенные характеристики соответствуют модификации Changhe Z-8.
Источник данных: 

Технические характеристики
- Экипаж: 2-3
- Пассажировместимость: 39 солдат или 27 десантников или 15 носилок с раненными
- Грузоподъёмность: 5000 кг
- Длина: 23,0 м
- Длина фюзеляжа: 19,4 м
- Диаметр несущего винта: 18,9 м
- Диаметр рулевого винта: 4,0 м
- Размах крыла:
- Максимальная ширина фюзеляжа:
- Высота: 6,76 м
- Площадь, ометаемая несущим винтом: 280,6 м²
- База шасси: 6,56 м
- Колея шасси: 4,3 м
- Масса пустого: 6860 кг
- Нормальная взлётная масса: 10 500 кг
- Максимальная взлётная масса: 13 000 кг
- Объём топливных баков: 3900 л (без дополнительных баков)
- Силовая установка: 3 × турбовальных Changzhou Wozhou-6
- Мощность двигателей: 3 × 1512 л. с.

Лётные характеристики
- Максимальная скорость: 250 км/ч
- Крейсерская скорость: 230 км/ч
- Практическая дальность: 700 км (с 27 десантниками) или 500 км (с нагрузкой 3000 кг)
- Продолжительность полёта: 4 часа (в противолодочном варианте)
- Практический потолок: 3100 м
- Статический потолок:  
  - с использованием эффекта земли: 1900 м
  - без использования эффекта земли: 1250 м
- Скороподъёмность: 6,6 м/с
- Максимальная эксплуатационная перегрузка:

Вооружение
- Точки подвески: 2
- Боевая нагрузка: 2000 кг
- Управляемые ракеты:

## На вооружении
Китай:
- Сухопутные войска КНР — 135 (9 Z-8A, 96 Z-8B, 30 Z-8L) по состоянию на 2025 год[4]
- Военно-морские силы КНР — 56  (9 Z-8, 13 Z-8J, 4 Z-8JH, 2 Z-8S, 28 Z-8C) по состоянию на 2025 год[4]
- Военно-воздушные силы КНР — 26 (более 18 Z-8 и 8 Z-8KA) по состоянию на 2025 год[4]